# Edward Taylor (dichter)
Edward Taylor (Leicestershire, ± 1642 - Westfield, 29 juni 1729) was een Amerikaanse dichter, arts en pastor ten tijde van de Britse kolonisatie van de Verenigde Staten. Voor zover bekend is hij de enige Amerikaanse dichter die tot de metaphysical poets behoort.

## Biografie
Taylor kwam uit een puriteinse familie. Hoewel hij vermoedelijk eerst voor priester heeft gestudeerd, werd hij niet toegelaten tot de Anglicaanse Kerk. In 1668 emigreerde Taylor naar Massachusetts Bay Colony, alwaar hij aan de Harvard-universiteit zijn studie voortzette. Na zijn afstuderen werd hij in 1671 dominee en arts voor de kleine gemeente Westfield, en deze functies is hij tot aan zijn dood blijven uitoefenen.  
In veel van Taylors gedichten klinken calvinistische opvattingen zoals de leer van de predestinatie door. Het dichtwerk van Taylor is tijdens zijn leven niet gepubliceerd en bleef nagenoeg onopgemerkt, totdat Thomas Johnson in 1937 in de bibliotheek van de Yale-universiteit Taylors manuscripten aantrof. De eerste delen van Preparatory Meditations (1682–1725) en van God's Determinations touching his Elect (ca. 1680) werden meteen na de ontdekking gepubliceerd, hetgeen pas in 1960 met Taylors complete dichtwerk gebeurde.    
Als theoloog sloot Taylor zich aan bij de puriteinen van New England, die meenden dat geloofsbelijdenis en zondevrij leven alleen niet voldoende waren om tot de plaatselijke congregaties toe te treden. Hiervoor moest men ook een ingrijpende bekeringservaring hebben beleefd zoals de apostel Paulus op weg naar Damascus en deze kunnen navertellen. Taylor werd een van de belangrijkste voorstanders van deze visie.